# Тарабарин, Николай Александрович
Николай Александрович (Табарэ-)Тарабарин (1902 — 29 января 1940) — советский разведчик, секретарь в Полномочном представительстве СССР в Китае, полковник.

## Биография
Русский, получил высшее образование, член ВКП(б). Резидент НКВД в Ханькоу под прикрытием должности секретаря в полпредстве Советского Союза в Китае. Сотрудник 5 отдела ГУГБ НКВД.
На основании показаний отозванного и арестованного начальника И. Т. Бовкуна арестован 17 августа 1939 года. Осуждён Военной коллегией Верховного суда СССР по обвинению в участии в контрреволюционной организации. Приговорён к расстрелу 28 января 1940 года. Приговор приведён в исполнение на следующий день, 29 января 1940 года. Реабилитирован посмертно 25 июня 1957 года определением Военной коллегии Верховного суда СССР. Место захоронения на Донском кладбище.
Проживал в Москве, Улица Бутырский Вал, дом 5/7-Б, квартира 7.

### Звания
- полковник, 5 января 1936.

### Награды
- знак «Почётный сотрудник госбезопасности» (XV), 29 августа 1936.